# Robert James Atkins

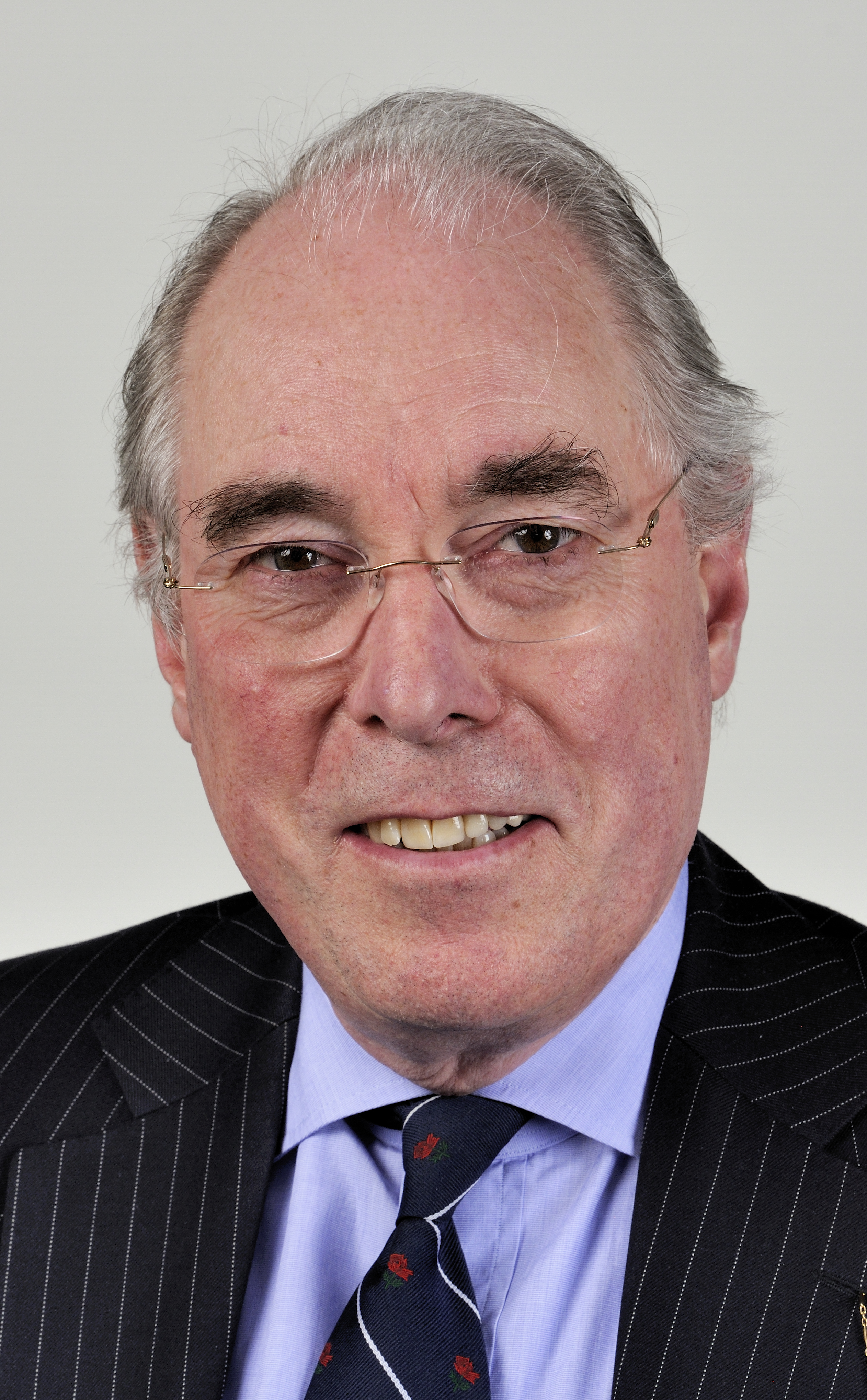
Sir Robert Atkins (2014)

Robert James Atkins (Londen, 5 februari 1946) is een Brits politicus, lid van de Britse Conservatieve partij.

## Levensloop
Atkins studeerde aan Highgate School. Hij is getrouwd en heeft twee kinderen.
Hij begon zijn politieke loopbaan in 1968 als raadslid in de London Borough of Haringey en vervulde dit mandaat tot in 1977.
Hij werd lid van het Britse parlement:
- van 1979 tot 1983 als vertegenwoordiger van Preston;
- van 1983 tot 1997 als vertegenwoordiger van  South Ribble.

Hij werd lid van de Privy Council in 1995 en bekleedde de volgende regeringsfuncties:
- Parliamentary Under-Secretary of State for Trade and Industry (1987 tot 1989);
- Parliamentary Under-Secretary of State for Transport (1989-1990);
- Parliamentary Under-Secretary of State for the Environment and Minister for Sport (1990);
- Parliamentary Under-Secretary of State for Education and Science and Minister for Sport (1990-1992);
- Minister of State, Northern Ireland (1992-1994);
- Minister of State for Environment and Countryside (1994-1995).

Van 1984 tot 1987 was hij voorzitter van de Conservative Trade Unionists.
In 1999 werd hij verkozen tot lid van het Europees Parlement voor Noordwest-Engeland en dit tot de legislatuur 2009-2014. Hij was er adjunct-leader van de Conservatieven tot in november 2007 en Chief Whip van november 2008 tot november 2009. Hij was de woordvoerder van de Conservatieven voor:
- Industrie en buitenlandse handel (2001-2004);
- Regionale politiek, verkeer en toerisme (1999-2001).

Hij was lid van de Commissie Buitenlandse Zaken en van de Commissie Verkeer en Toerisme.
Sir Robert Atkins werd geadeld in 1997 en is een Freeman van de City of London.
Voor de Europese parlementsverkiezingen van 2014 stelde hij zich niet meer als kandidaat beschikbaar.